# 数学
| 数学 μαθηματικὴ Mathematics                                                                                            |
| |
| 分野 数論 幾何学 代数学 解析学 基礎論 集合論 離散数学 確率論 関連分野 理論物理学 数理工学 コンピュータ科学 哲学 言語学 |
| 分野 |
| 関連分野 |

数学（、英: mathematics）とは、量・構造・空間・変化など、特性が規定された純粋に抽象的な概念、及びその構成に関して世界を解明する学問である。形式科学の一種。物理学と共に理学の基底を成す。芸術の一分野ともみなされる。

## 語源
現代の日本語における「数学」は、直接的には英語の mathematics の訳語ないし同義語とされる。英語の mathematics ないしその単数形 mathematic の直接の語源は、古フランス語 mathematique であり、これはラテン語の (ars) mathematica、またギリシア語の μαθηματικὴ (τέχνη) に由来し、原義は「学ぶこと」である。
数学という熟語の起源は古い。宋の秦九韶による『数書九章』（1247年）の書名はもとは『数学』だったという。明末には『数学通軌』という書物が出ていて、序文は1578年のものとなっている。和算家たちも古くから数学という熟語を使っていた。関孝和の著に『数学雑著』と題するものがあり、他にも数学という熟語を題字に使っている和算書が複数ある。和算家たちは現在と同じく数学一般という広く高い意味で数学という言葉を使っていた。明治維新後の一時期は漢訳数学書に見られる訳語を手当たり次第に使用したために数学という言葉が現在の算術という意味で使われ狭い意味になったが、その状態は長くは続かなかった。明治15年1月7日、東京数学会社（現、日本数学会）の第14回訳語会にて Unit と Mathematics の2語について2時間以上かけて討議し、Mathematics の訳語を数学とすることが議決された。この訳語会で菊池大麓は「物の理を論する学問を物理学というように、数の理を論する学問は数理学とするのがよいだろう」と意見を述べ、他には荒川重平による「算学」という訳語を推す意見もあったが、中川将行の原案と岡本則録の案に従って、9名の多数をもって「数学」が採用された。それ以前にも「数学」という語は使われていたが、mathematics の定訳ではなかった。例えば1814年の『諳厄利亜語林大成』では「数学」は arithmetic の訳語に用いられ、mathematics には「測度數之学」が当てられている。

## 定義と対象
数学の範囲と定義については、数学者や哲学者の間で様々な見解がある。
数学の研究対象は、量（数）・構造・空間・変化など多岐にわたる。
19世紀のヨーロッパで集合論が生まれてからは「数学とは何か」ということがあらためて問い直されるようになり（数学基礎論）、数学の対象・方法・文化史的な価値などについて研究する数理哲学も生まれた。

## 歴史
「数学の起源は人類が農耕を始めたこととの関連が大きい」とも。農作物の分配管理や商取引のための計算、農地管理のための測量、そして農作業の時期を知る暦法のための天文現象の周期性の解明などである。これら三つの必要性は、そのまま数学の大きな三つの区分、構造・空間・変化のそれぞれの研究に大体対応しているといえよう。この時点では、例えば土木工事などの経験から辺の比が 3 : 4 : 5である三角形が直角三角形になることは知られていても、一般に直角三角形の辺の長さの比が c2 = a2 + b2 （c, b, a は辺の長さ）になること（ピタゴラスの定理）は知られていなかった。数学が独立した学問でなく純粋な実用数学であった時代には、あたかも自然科学におけるデータのようにこれらの関係を扱い、例を多数挙げることで正しさを主張するといった手法でもさして問題視されなかった。しかし数は無限に存在するため、沢山の数を調べても完全に証明することはできない。数学が一つの学問として研究されるようになって以降は、論理を用いて真偽を判定する「数学的証明」が発達した。現代の数学でも数学的証明は非常に重視されている。
各国での歴史
- ユークリッド原論（古代エジプト） / アラビア数学 / インドの数学 / 中国の数学 / 中国の剰余定理 / 和算 /

## 分類・分野
現代における純粋数学の研究は主に代数学・幾何学・解析学の三分野に大別される。また、これらの数学を記述するのに必要な道具を与える論理を研究する学問を数学基礎論という。
基礎付け
数学の基礎を明確にすること、あるいは数学そのものを研究することのために、集合論や数理論理学そしてモデル理論は発展してきた。フランスの数学者グループであるニコラ・ブルバキは、集合論による数学の基礎付けを行い、その巨大な体系を『数学原論』として著した。彼らのスタイルはブルバキ主義とよばれ、現代数学の発展に大きな影響をあたえた。個々の対象の持つ性質を中心とする研究方法である集合論とは別の体系として、対象同士の関係性が作るシステムに主眼を置くことにより対象を研究する方法として圏論がある。これはシステムという具体性からコンピュータネットワークなどに応用される一方で、極めて高い抽象性を持つ議論を経て極めて具体的な結果を得るようなアブストラクト・ナンセンスなどと呼ばれる形式性も持ち合わせている。
構造
数や関数・図形の中の点などの数学的対象の間に成り立つさまざまな関係を形式化・公理化して調べるという立場がダフィット・ヒルベルトやニコラ・ブルバキによって追求された。数の大小関係や演算、点の近さ遠さなどの関係がそれぞれ順序構造や群の構造、位相構造などの概念として公理化され、その帰結が研究される。特に、様々な代数的構造の性質を研究する抽象代数学は20世紀に大きく発展した。現代数学で取り扱われる構造は上のような基本的な構造にとどまらず、異なった種類の構造を併せて考える線型位相空間や双曲群などさまざまなものがある。
空間
空間の研究は幾何学と共に始まる。初めは、それは身近な三次元におけるユークリッド幾何学や三角法であるが、後にはやはり、一般相対性理論で中心的な役割を演ずる非ユークリッド幾何学に一般化される。長い間未解決だった定規とコンパスによる作図の問題は、最終的にガロア理論によって決着が付いた。現代的な分野である微分幾何学や代数幾何学は幾何学を異なる方向に発展させた：微分幾何学では、座標系や滑らかさ、それに向きの概念が強調されるが、一方で代数幾何学では、代数方程式の解となるような集合を幾何学的な対象とする。集合は数学の基礎を成す重要な概念であるが、幾何学的な側面を強調する場合、集合を空間と言い、その集合の元を点と呼ぶ。群論では対称性という概念を抽象的に研究し、空間と代数構造の研究の間に関連を与える。位相幾何学は連続という概念に着目することで、空間と変化の双方の研究に関係する。
解析
測る量についての変化を理解し、記述することは自然科学の共通の主題であり、微分積分学はまさにそのための最も有用な道具として発展してきた。変化する量を記述するのに使われる中心的な道具は関数である。多くの問題は、とても自然に量とその変化の割合との関係になり、そのような問題を解くための手法は微分方程式の分野で研究される。連続的な量を表すのに使われる数が実数であり、実数の性質や実数に値をとる関数の性質の詳しい研究は実解析として知られる。いくつかの理由から、複素数に拡張する方が便利であり、それは複素解析において研究される。関数解析学は関数空間（関数の集合に位相構造を持たせたもの）が興味の中心であり、この分野は量子力学やその他多くの学問の基盤となっている。自然の多くの現象は力学系によって記述され、カオス理論では、多くの系が決定可能であるにもかかわらず予測不可能な現れ方をする、という事実を扱う。
計算機
人類がコンピュータを最初に思いついたとき（それは実際に作られるより遥かに前のことだが）、いくつかの重要な理論的概念は数学者によってかたち作られ、計算可能性理論・計算複雑性理論・情報理論、そしてアルゴリズム情報理論の分野に発展した。これらの問題の内の多くは計算機科学において研究されている。離散数学は計算機科学において有用な数学の分野の総称である。数値解析は、丸め誤差を考慮に入れて、幅広い数学の問題について効率的にコンピュータの上で数値解を求める方法を研究する。また1950年代から2000年代にかけて、計算機科学を駆使して自然科学上の問題を解決する計算科学が急速に発展した。
統計
応用数学において、重要な分野に統計学が挙げられる。統計学はランダムな現象の記述や解析や予測を可能にし、全ての科学において、利用されている。
以下の分野や項目の一覧は、数学に対する一つの有機的な見方を反映している。
便宜上の分類
- 代数学
- 幾何学
- 解析学
- 集合論
- 情報科学
- 確率論
- 統計学
- 論理学

量
数—自然数—整数—偶数—奇数—小数—分数—素数—有理数—無理数—実数—虚数—複素数—四元数—八元数—十六元数—超実数—順序数—基数—濃度—p進数—巨大数—整数列—数学定数—数の名称—無限
変化
算術—微積分学—ベクトル解析—解析学—微分方程式—力学系—カオス理論—関数一覧
構造
抽象代数学—数論—代数幾何学—群論—モノイド—解析学—位相幾何学—線型代数学—グラフ理論—圏論
空間
解析幾何学—位相幾何学—幾何学—三角法—代数幾何学—微分幾何学—線型代数学—フラクタル幾何—図形—図形の一覧—ベクトル解析
有限数学
組合せ論—素朴集合論—確率論—統計学—計算理論—離散数学—暗号法—暗号理論—グラフ理論
数理科学
計算科学—数値解析—確率論—逆問題—数理物理学—数理経済学—ゲーム理論—数理生物学—数理心理学—保険数理—数理工学
有名な定理と予想
フェルマーの最終定理—リーマン予想—連続体仮説—P≠NP予想—ゴールドバッハの予想—双子素数の予想—ゲーデルの不完全性定理—ポアンカレ予想—カントールの対角線論法—ピタゴラスの定理—中心極限定理—微積分学の基本定理—代数学の基本定理—四色定理—ツォルンの補題—オイラーの等式—コラッツの予想—合同数の問題—バーチ・スウィンナートン＝ダイアー予想—ヒルベルトの23の問題—スメイルの問題—ソファ問題
基礎と方法
数理哲学—直観主義—数学的構成主義—数学基礎論—集合論—数理論理学—モデル理論—圏論—数学的証明—数学記号の表—逆数学

## 数学の応用

### 自然科学
ヴィンチェンツォ・ガリレイは音楽（音程学・音響学）の研究に数学的手法を導入し、その息子ガリレオ・ガリレイは、父の影響を受け、物体の運動の研究（物理学）に数学的手法を導入し、物理学に大きな変革をもたらした。以後、（アイザック・ニュートンの『自然哲学の数学的諸原理』でも、「数学的原理」としており、書物名、タイトルにも顕著にあらわれているが）数学の発展と物理学の発展は密接な関係にある。このほかの自然科学においても数学的な手法は基礎的な要素となっている。

### 数理モデル
数理モデルは理想化されており、往々にして実際との間には「ずれ」が生じる、という問題はあるが、それでも、そうした分野の研究に、俯瞰的な視点を与え、研究に大きな進歩や高い次元からの洞察をもたらすこともある。
工学の他、社会学や言語学など幅広い分野に応用されている。

### 思考力の養成
数学教育により抽象的な考えを養うことができるとされ、他分野への恩恵があるという。ドイツの学生は台湾の学生と比較して、モデリングにおける熟考能力が強みとされている。

## 学会・会議
世界各国に存在する数学団体の国際協力を目的として国際数学連合が存在し、2022年時点で80ヶ国以上の数学団体が加盟している。日本においては1877年に設立された東京数学会社が変遷を経た後、1946年に日本数学会となっている。

## 数学教育

### 日本
初等教育では「算数」、中等教育では「数学」と表記されている。
学習する分野は、10年ごとに文部科学省から学習指導要領が告示され、その基準に基づいて決定される。

## 数学に関する賞
- フィールズ賞（国際数学連合）
- ネヴァンリンナ賞（国際数学連合）
- ガウス賞（国際数学連合）
- チャーン賞（国際数学連合）
- アーベル賞（アーベル記念基金）
- 春季賞（日本数学会）
- ヴェブレン賞（アメリカ数学会）
- フランク・ネルソン・コール賞（アメリカ数学会）
- ヨーロッパ数学会賞（ヨーロッパ数学会）
- ウルフ賞数学部門（ウルフ財団）

※「ノーベル数学賞」というものは存在しない。数学に関する賞としては（一般に）フィールズ賞が最高峰とされている。